# サルシッチャ
サルシッチャ(イタリア語: Salsiccia、[salˈsittʃa])とは、食材を腸詰めにした料理である。

## 概要
食材を腸詰めにした物を指す。肉やハーブ、バジルなどを腸詰めにしたものが多い。イタリア発祥で、古代ギリシャから作られている。
イタリアでは、生で食べることも多い。また、パスタやピザなどの料理の具材として使われることもある。

### ソーセージとの違い
ソーセージと混同されることが多いが、ソーセージは腸詰め肉を加熱し、燻製してあるのに対し、サルシッチャは燻製にしていない。そのため、ソーセージとは別物である。

## 語源
イタリア語で腸詰めの意味を持つ。

## ギャラリー

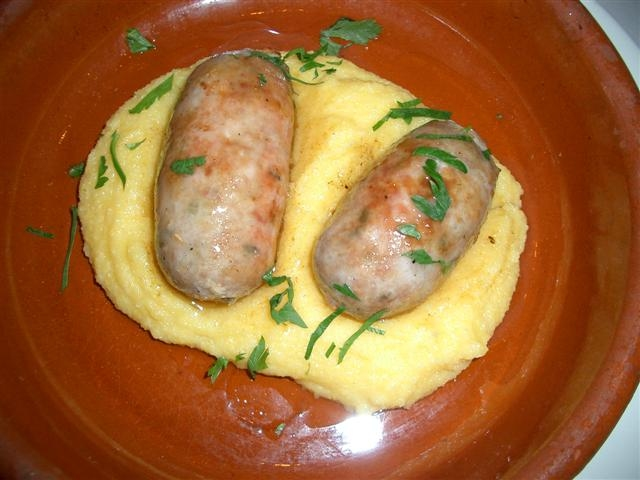
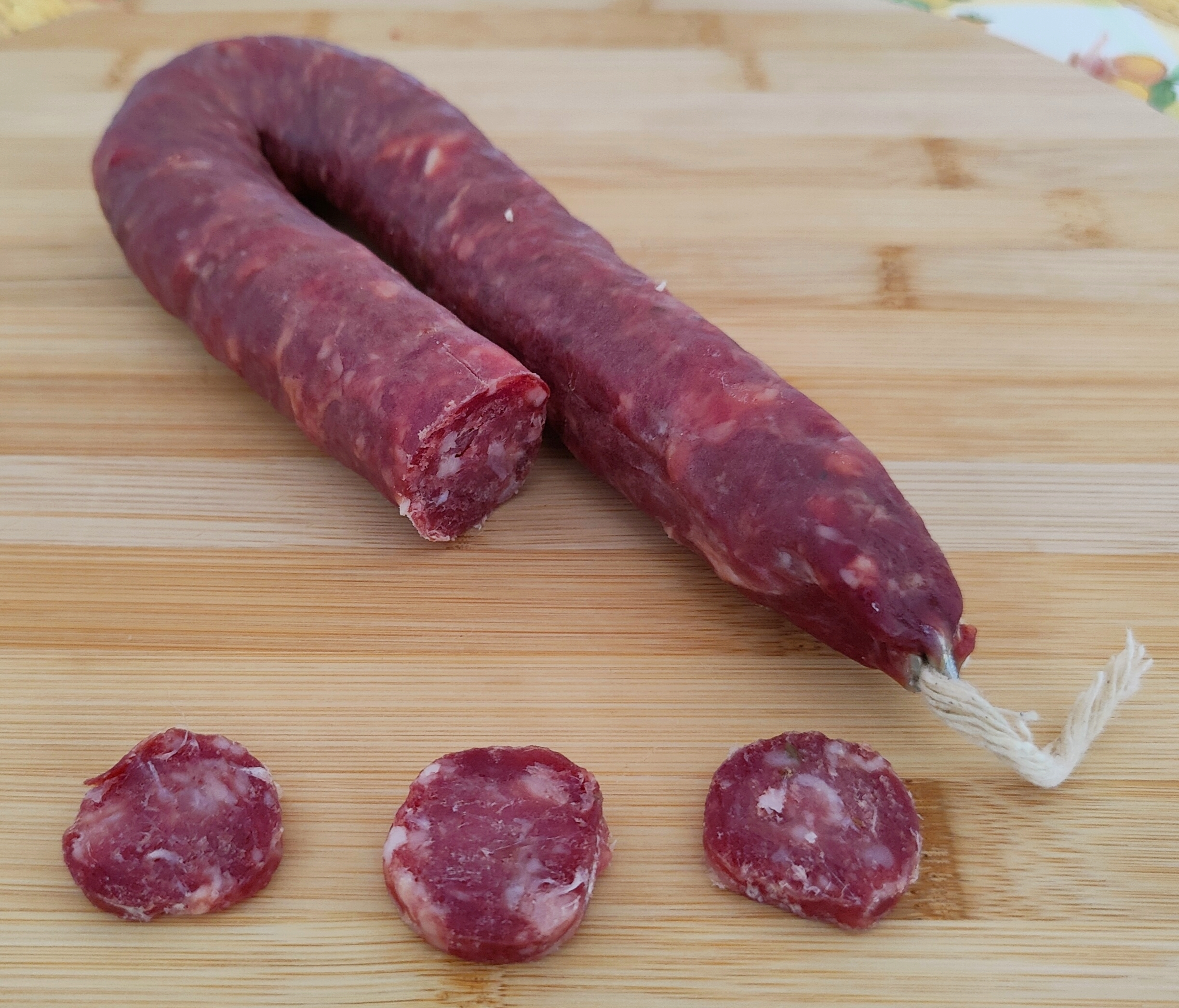
ルカーニカ・ディ・ピチェルノ
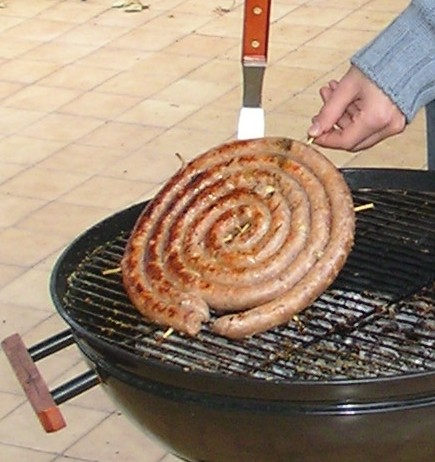